# 리처드 닉슨의 사망 및 국장
1994년 4월 22일, 제37대 미국 대통령이자 제36대 미국의 부통령이었던 리처드 닉슨은 4일 전 심각한 뇌졸중을 겪은 후 81세의 나이로 사망했다.
그의 국장은 5일 뒤 자신의 고향인 요바린다의 리처드 닉슨 대통령 도서관 및 박물관에서 거행되었다. 리처드 닉슨 행정부 당시인 1973년 린든 B. 존슨 이후 21년 만에 사망한 첫 전직 대통령이었다.
닉슨의 아내인 팻 닉슨은 1993년 6월 22일에 사망했다. 그로부터 채 10개월도 지나지 않은 1994년 4월 18일, 닉슨은 뉴저지주 파크 리지 자택에서 뇌혈관 질환을 앓았고, 뉴욕 병원–코넬 의료 센터로 이송되었다. 처음에는 좋은 예후를 보였으나, 닉슨은 깊은 혼수상태에 빠졌고 4일 후 81세의 나이로 사망했다. 그의 시신은 닉슨이 재임 중 에어 포스 원으로 사용했던 대통령 전용기 SAM 27000을 타고 캘리포니아주 오렌지군의 엘 토로 해병대 항공 기지로 이송되었다. 그의 시신은 닉슨 도서관으로 옮겨져 안치되었다. 4월 27일에는 공개 추모식이 거행되었으며, 85개국에서 온 세계 고위 인사들과 생존 중인 다섯 명의 미국 대통령 전원이 참석했다.
닉슨의 국장은 최근 대통령 국장 중에서는 독특했는데, 그의 유언에 따라 국장 의식의 어느 요소도 수도에서 거행되지 않았다.

## 사망 및 추모
닉슨은 1994년 4월 18일 월요일 동부 일광 절약 시간으로 오후 5시 45분, 뉴저지 파크 리지 자택에서 저녁 식사를 준비하던 중 심각한 뇌졸중을 겪었다. 구급차가 불려 그는 뉴욕 병원–코넬 의료 센터로 이송되었다. 그는 의식은 있었지만 말을 할 수 없었고, 시야도 손상되었다. 그의 심장 질환으로 인해 좌심방(심장 상부)에 혈전이 형성되어 떨어져 나와 뇌로 이동한 것으로 판명되었다. 다음날 그의 상태는 안정적이라고 판단되었다. 그는 의식은 있었지만 말을 하거나 오른팔과 다리를 움직일 수 없었다. 닉슨의 예후는 희망적이었고, 그는 집중치료실에서 개인 병실로 옮겨졌다. 그러나 화요일 밤 그의 상태는 악화되었고, 뇌부종 또는 뇌의 부종 증상이 합병되었다. 닉슨의 생존 유언장은 그가 생명을 유지하기 위해 인공호흡기에 의존하지 않도록 명시하고 있었다. 4월 21일 목요일, 닉슨은 급히 깊은 혼수상태에 빠졌다. 다음날 밤, 그는 1994년 4월 22일 오후 9시 8분에 사망했다. 그는 81세였다. 그의 딸들인 트리샤 닉슨 콕스와 줄리 닉슨 아이젠하워가 그의 곁에 있었다. 뉴저지주 위코프의 반더 플라트 장례식장에서 팻 닉슨의 장례식과 마찬가지로 그의 장례 절차를 담당했다.
미국 대통령 빌 클린턴은 백악관 로즈 가든에서 닉슨의 사망을 발표하고 5일 후를 국가 애도의 날로 선포했다. 클린턴은 닉슨이 "지속적인 평화의 구조를 건설하고자 노력했던 정치가"라고 언급하며 그의 "이 세상에 무언가를 돌려주고자 하는 열망"을 칭찬했다. 클린턴은 자신이 "닉슨 대통령의 현명한 조언에 깊이 감사한다"고 말했다. 전직 대통령들인 제럴드 포드, 지미 카터, 로널드 레이건, 조지 H. W. 부시도 추모의 뜻을 표했다. 전 국무장관 헨리 키신저, 전 사우스다코타주 상원의원 조지 맥거번 (그는 1972년 대통령 선거에서 닉슨과 맞섰다), 전 상원의원 하워드 베이커 주니어, 상원의원 밥 돌, 상원의원 존 매케인, 상원의원 에드워드 M. 케네디도 닉슨의 사망에 대해 회상했다. 말레이시아 총리 마하티르 빈 모하맛은 닉슨의 사망에 대해 빌 클린턴에게 조의를 표했다.

## 캘리포니아에서의 행사

### 닉슨 도서관으로의 운구
닉슨의 사망 소식에 따라, 그의 출생지인 캘리포니아주 요바린다의 리처드 닉슨 대통령 도서관에 추모가 이어졌다. 4월 26일, 닉슨이 재임 중 에어 포스 원으로 사용했던 대통령 전용기 VC-137C SAM 27000에 관이 실려 뉴욕주 오렌지군의 스튜어트 항공 기지에서 캘리포니아 오렌지군의 엘 토로 해병대 항공 기지로 비행했다. 시신은 영구차를 이용한 차량 행렬로 닉슨 도서관으로 운구되었다.

### 안치

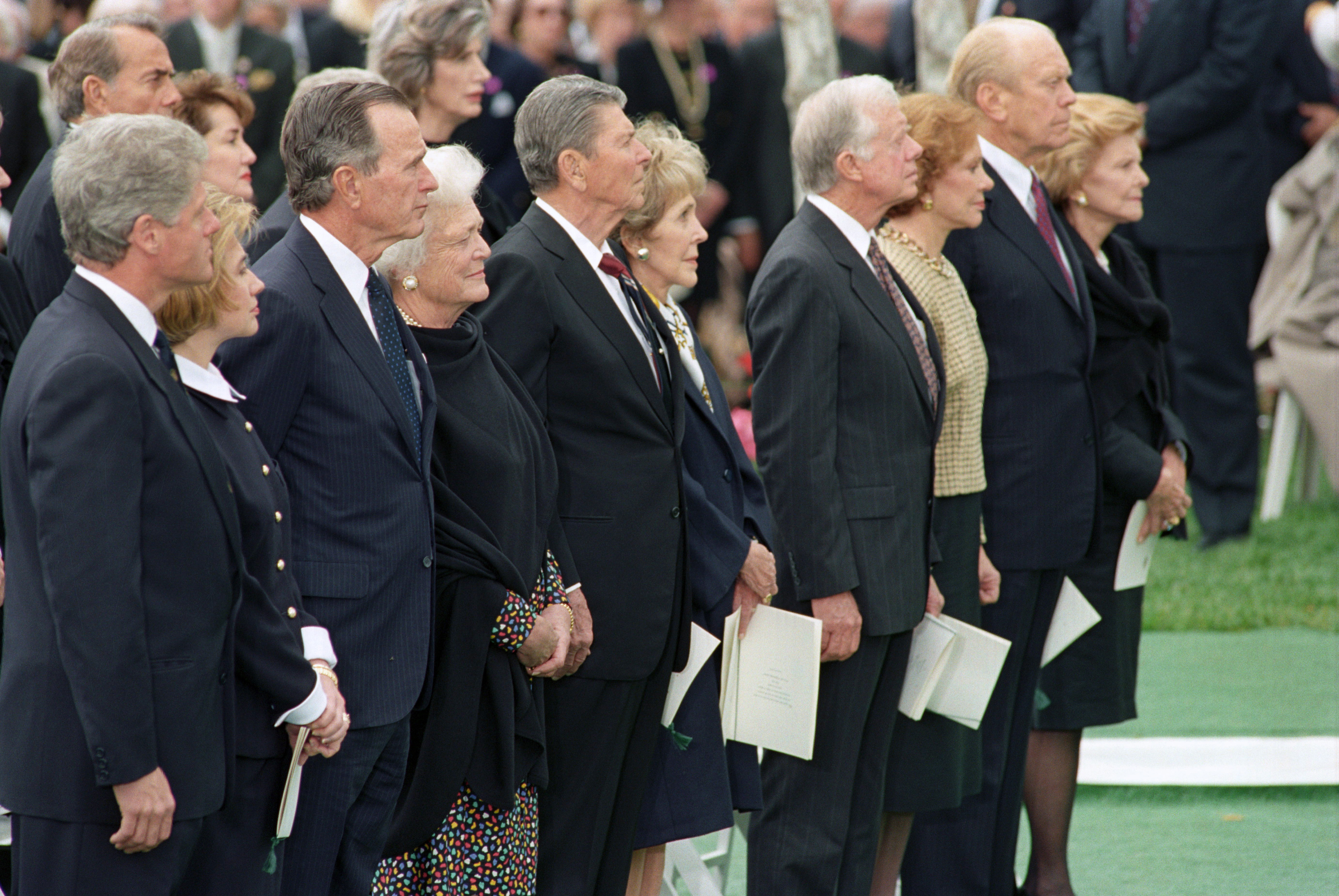
1994년 4월 27일 닉슨의 장례식에는 빌 클린턴 대통령과 힐러리 클린턴 영부인이 참석했으며, 전직 대통령들인 (오른쪽에서 왼쪽으로) 제럴드 포드, 지미 카터, 로널드 레이건, 조지 H. W. 부시와 각각 베티 포드, 로절린 카터, 낸시 레이건, 바버라 부시가 동행했다. 2025년 현재, 빌과 힐러리 클린턴을 제외한 이 모든 전직 대통령들과 영부인들은 사망했다.

미국군의 모든 지부를 대표하는 8명의 군인 운구자들이 닉슨의 시신을 운반하여 도서관 로비에 안치했으며, 4월 26일 화요일 오후부터 4월 27일 수요일 오후까지 안치되었다. 심한 비에도 불구하고, 경찰은 약 5만 명의 사람들이 18시간까지 줄을 서서 관을 지나쳤을 것으로 추정했다.

### 장례식
장례식은 4월 27일 수요일 닉슨 도서관 부지에서 거행되었다. 장례식에는 가족 구성원, 빌 클린턴 대통령과 그의 아내 힐러리 클린턴, 전직 대통령 및 영부인인 조지와 바버라 부시, 로널드와 낸시 레이건, 지미와 로절린 카터, 그리고 제럴드와 베티 포드를 포함하여 4,000명 이상이 참석했다. 닉슨의 대통령 재임 기간 대부분을 함께한 전 부통령 스피로 애그뉴와 전 부통령 댄 퀘일도 참석했다. 전 영부인 재클린 케네디 오나시스와 레이디 버드 존슨은 병으로 인해 참석하지 못했다 (오나시스는 3주 후 비호지킨 림프종으로 사망했다). 백 명 이상의 의원으로 구성된 의회 대표단과 이백 명 이상의 해외 외교 사절단이 참석했다. 닉슨 행정부의 다른 참석자로는 엘리엇 리처드슨, 제임스 R. 슐레진저, 윌리엄 P. 로저스, 제임스 토머스 린, 조지 W. 롬리, 알렉산더 헤이그, 허버트 스타인, 그리고 대니얼 패트릭 모이니핸이 있었다. 다른 손님으로는 1972년 선거에서 닉슨의 상대였던 조지 맥거번, 워터게이트 사건에 연루되어 복역했던 찰스 콜슨, 로버트 압플라날프, 비브 레보조, 캘리포니아주 의회 의장 윌리 브라운 (정치인)이 있었다.
해외 손님으로는 다음이 포함되었다.
- 유엔: 유엔 사무총장 부트로스 부트로스갈리
- 중화인민공화국: 중화인민공화국 부총리 저우자화
- 러시아: 러시아 부총리 알렉산드르 쇼킨
- 캐나다: 캐나다 외무부 장관 로이드 악스워시
- 영국: 전 영국 총리 에드워드 히스
- 프랑스: 전 프랑스 외무부 장관 장베르나르 레몽
- 일본: 전 일본 총리 가이후 도시키
- 이스라엘: 전 이스라엘 대통령 하임 헤르초그

장례식은 리처드 닉슨의 친구였던 빌리 그레이엄 목사가 집전했으며, 그는 닉슨을 "가장 오해받은 인물 중 한 명이자, 세기의 위대한 인물 중 한 명이었다"고 말했다. 그레이엄, 헨리 키신저, 밥 돌 상원의원, 캘리포니아 주지사 피트 윌슨, 그리고 클린턴 대통령이 추도사를 낭독했다. 돌은 연설 끝에 눈물을 참지 못했다.
장례식 후, 닉슨은 1993년 6월 22일에 사망한 그의 아내 옆에 안장되었다. 그들은 리처드 닉슨의 출생지와 어린 시절 살던 집에서 불과 몇 걸음 떨어진 곳에 묻혔다.
이것은 레이건의 마지막 주요 공식 석상이었다. 그의 알츠하이머병 진단은 그 해 말에 발표되었다. 레이건은 10년 후인 2004년 6월 5일에 사망하여 다음으로 사망한 전직 대통령이 되었다.

## 더 읽어보기
- Black, Conrad (2007). 《Richard M. Nixon: A Life in Full》. New York: Public Affairs. ISBN 978-1-58648-674-7. OCLC 154699029.